# ألان جاكوبسن (لاعب اتحاد الرغبي)
ألان جاكوبسن (بالإنجليزية: Allan Jacobsen)‏ هو لاعب اتحاد الرغبي بريطاني، ولد في 22 سبتمبر 1978 في إدنبرة في المملكة المتحدة.

## وصلات خارجية
- ألان جاكوبسن عل موقع إسبنسكروم (الإنجليزية)
- ألان جاكوبسن على موقع ItsRugby.co.uk (الإنجليزية)